# Masha Gessen

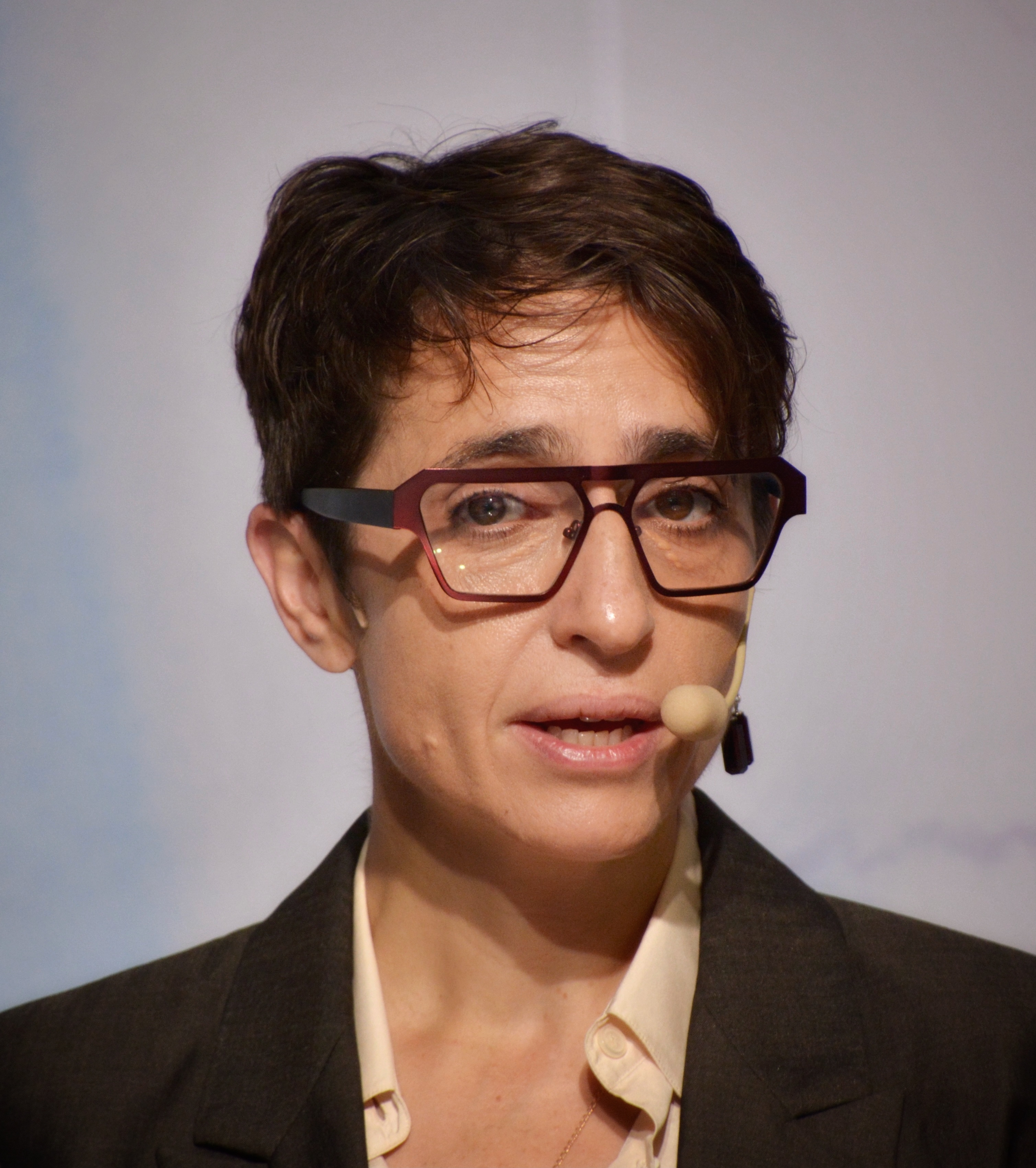
Masha Gessen (2015)

Masha Gessen (russisch Мария Александровна Гессен, Marija Alexandrowna Gessen; * 13. Januar 1967 in Moskau) ist russisch-US-amerikanischer Nationalität und journalistisch sowie schriftstellerisch tätig.

## Leben
Marija Alexandrowna Gessen wurde 1967 als erstes Kind einer aschkenasischen Familie in Moskau geboren; die Familie emigrierte 1981 aus der Sowjetunion in die Vereinigten Staaten. Studiengänge am Cooper Union Institute in New York und an der Rhode Island School of Design brach Gessen ohne Abschluss ab.
1996 kehrte Gessen nach Russland zurück, um den damals erwarteten Übergang zur liberalen Demokratie journalistisch zu begleiten, und kehrte 2013 wegen der zunehmenden Repressionen gegen Homosexuelle in Russland von Moskau nach New York City zurück.
Masha Gessen hat drei jüngere Brüder, darunter ist der Schriftsteller, Journalist und Herausgeber Keith Gessen (* 1975). 2000 adoptierte Gessen einen damals dreijährigen russischen Waisenjungen, dessen Eltern an den Folgen von Aids gestorben waren. Außerdem hat Gessen einen Sohn und eine Tochter und ist mit Daria Oreschkina verheiratet.
Gessen gab 2020 bekannt, sich als trans und nonbinär zu verstehen. Gessen möchte im Englischen mit dem Pronomen they bezeichnet werden.

## Wirken
Masha Gessen ist in der Lesben- und Schwulenbewegung aktiv.
Ab 1991 berichtete Gessen aus Russland unter anderem für das Nachrichtenmagazin U.S. News & World Report. Themen waren Tschetschenien, der Aufstieg Wladimir Putins und die Zeit unter Präsident Dmitrij Medwedew.
2009 veröffentlichte Gessen eine Biografie des Mathematikers Grigori Perelman, der die Poincaré-Vermutung bewiesen hatte, und 2012 eine des russischen Präsidenten Wladimir Putin.
Seit 2014 veröffentlichte Gessen freiberuflich Artikel für The New Yorker, von 2017 bis 2024 als Teil des festen Mitarbeiterstamms des Magazins. Gessen schreibt Kolumnen für die New York Times, The New York Review of Books, The Washington Post, Los Angeles Times, und weitere Zeitungen.
2014 erschien Gessens Buch über Pussy Riot.
Gessens 2017 veröffentlichtes und 2018 auf Deutsch erschienenes Buch Die Zukunft ist Geschichte charakterisiert die Verhältnisse im postsowjetischen Russland anhand von vier Biografien junger Russen, die zur Welt kamen, als dem Land ein demokratischer Aufschwung prophezeit wurde. Eine der Hauptfiguren des Buches ist der nationalistische Philosoph Alexander Dugin. Das außerhalb von Russland mehrfach ausgezeichnete Buch, das 2017 den amerikanischen National Book Award in der Kategorie Nonfiction und 2019 den Leipziger Buchpreis zur Europäischen Verständigung erhielt, wurde bei Kontrollen des russischen Zolls immer wieder zurückgehalten.
Seit Herbst 2023 lehrt Gessen an der Craig Newmark Graduate School of Journalism der City University of New York. Vorherige Stationen umfassten einen Lehrauftrag für kreatives Schreiben am Bard College, am Amherst College und am Oberlin College.
Von der Funktion als Vizepräsident der PEN America trat Gessen im Mai 2023 unter Protest zurück, nachdem die Organisation eine Veranstaltung mit russischen Dissidenten nach Einwänden ukrainischer Teilnehmer abgesagt hatte.
Ab Mai 2024 ist Gessen fest bei der New York Times als Opinion Columnist tätig. Seither benutzt Gessen den Verfassernamen M. Gessen.

### EssayIn the Shadow of the Holocaustund Kontroverse um Hannah-Arendt-Preis 2023
2023 wurde Gessen der Hannah-Arendt-Preis für politisches Denken zugesprochen. Um einen Tag aufgeschoben, fand die Preisverleihung in kleinem Rahmen am 16. Dezember 2023 in Bremen statt. Gessen wurde damit für journalistisches Engagement für die Berichterstattung über Russland ausgezeichnet. Nachdem Gessens Essay In the Shadow of the Holocaust („Im Schatten des Holocausts“) eine Woche vor der Preisverleihung im New Yorker erschienen war, entstand eine Kontroverse um die Erinnerungskultur und Antisemitismus in Deutschland, die transnational ein breites Medienecho fand.
Gessen wurde vorgeworfen, in dem Text den Krieg in Israel und Gaza 2023 mit der Liquidierung der jüdischen Ghettos durch die Nazis gleichgesetzt zu haben. Thomas Meyer sah darin ein Verwerfen der Singularitätsthese des Holocaust. Beidem widersprach Gessen explizit. Die Deutsch-Israelische Gesellschaft Bremen/Unterweser forderte in einem offenen Brief, die Verleihung des Preises auszusetzen. Nach den Vorwürfen zogen sich der Bremer Senat sowie die Heinrich-Böll-Stiftung aus der Feierveranstaltung zurück. Die Böll-Stiftung suchte allerdings bei einer kurzfristig angesetzten öffentlichen Abendveranstaltung am 18. Dezember 2023 in Berlin das „Gespräch mit Masha Gessen“, das die beiden Stiftungsvorstände Imme Scholz und Jan Philipp Albrecht mit der zwei Tage zuvor ohne ihre Anwesenheit gekürten Hannah-Arendt-Preisträgerin führten.
Sowohl Gessen und Unterstützer als auch Gegner wähnen Hannah Arendt auf der eigenen Seite. Gessen sieht eine „moralische Verpflichtung, den Holocaust mit anderen Ereignissen zu vergleichen“ und sieht sich und andere Gegner israelischer Politik einer Kultur des Mundtot-Machens ausgesetzt. Gessen solidarisierte sich in dem Essay und in späteren Stellungnahmen mit Candice Breitz.

## Verurteilung
Am 15. Juli 2024 gab eine russische Justizbehörde bekannt, dass Gessen in Abwesenheit von einem Moskauer Gericht zu 8 Jahren Haft verurteilt worden ist – wegen der „wissentlichen Verbreitung von Falschinformationen über den Einsatz der russischen Armee“.

## Veröffentlichungen
- The Rights of Lesbians and Gay Men in the Russian Republic. International Gay & Lesbian Human Rights Comm, 1993, ISBN 1-884955-13-4.
- Half a Revolution: Contemporary Fiction by Russian Women. Cleis Press, 1995, ISBN 1-57344-006-X.
- Dead Again: The Russian Intelligentsia after Communism. Verso, 1997, ISBN 1-85984-147-3.
  - Auf den Erfolg unserer hoffnungslosen Mission. Die russische Intelligenzija. Kunstmann, München 1998, ISBN 3-88897-197-7.
- Ester and Ruzya: How My Grandmothers Survived Hitler’s War and Stalin’s Peace. Dial Press Trade Paperback, 2004, ISBN 0-385-33605-5.
  - Esther und Rusja. Wie meine Großmütter Hitlers Krieg und Stalins Frieden überlebten. Hanser, München/Wien 2005, ISBN 3-446-20583-7; Deutscher Taschenbuch-Verlag, München 2008, ISBN 978-3-423-34496-8.
    - Im Maul des Löwen, Rezension von Gabriele von Arnim in der Zeit, Nr. 50, 8. Dezember 2005.
- Blood Matters: From Inherited Illness to Designer Babies, How the World and I Found Ourselves in the Future of the Gene. Houghton Mifflin Harcourt, 2008, ISBN 978-0-15-101362-3 (Notable Book of the Year der New York Times).
  - Chronicle of a Death Foretold, Rezension von Jennifer Senior in der New York Times, 11. Mai 2008.
- Perfect Rigor: A Genius and the Mathematical Breakthrough of the Century. Houghton Mifflin Harcourt, 2009, ISBN 978-0-15-101406-4.
  - Der Beweis des Jahrhunderts. Die faszinierende Geschichte des Mathematikers Grigori Perelman. Suhrkamp, Berlin 2013, ISBN 978-3-518-42370-7; ebd. 2014, ISBN 978-3-518-46527-1.
    - Das Genie lebt im Hotel Mama, Rezension von Heinrich Hemme in der Frankfurter Allgemeinen Zeitung, 3. September 2013.
- The Man Without a Face: The Unlikely Rise of Vladimir Putin. Riverhead, 2012.
  - Der Mann ohne Gesicht – Wladimir Putin. Eine Enthüllung. Piper, München/Zürich 2012, ISBN 978-3-492-05529-1; ebd. 2013, ISBN 978-3-492-30279-1.
    - How the Fall of the Berlin Wall Radicalized Putin, Auszug in The Daily Beast, 11. September 2014.
    - Vladimir’s Tale, Rezension von Anne Applebaum in der New York Review of Books, 26. April 2012.
    - Ann-Dorit Boy: Rezension. In: Neue Zürcher Zeitung. 31. Mai 2012.
- Words Will Break Cement: The Passion of Pussy Riot. Riverhead, 2014.
- Where the Jews Aren’t: The Sad and Absurd Story of Birobidzhan, Russia’s Autonomous Region. Nextbook/Schocken, 2016, ISBN 978-0-8052-4246-1.
- The Future Is History: How Totalitarianism Reclaimed Russia. Riverhead Books, 2017, ISBN 978-1-59463-453-6.
  - Die Zukunft ist Geschichte. Wie Russland die Freiheit gewann und verlor. Aus dem Englischen von Anselm Bühling. Suhrkamp, Berlin 2018, ISBN 978-3-518-42842-9.
- Never Remember: Searching for Stalin’s Gulags in Putin’s Russia. Columbia Global Reports, New York 2018, ISBN 978-0-9977229-6-3.
  - Vergessen. Stalins Gulag in Putins Russland. Aus dem Englischen von Sven Koch. dtv Verlagsgesellschaft, München 2019, ISBN 978-3-423-28172-0.
  - Leben mit Exil. Über Migration sprechen. edition suhrkamp, Berlin 2020, ISBN 978-3-518-12743-8.

## Preise und Auszeichnungen

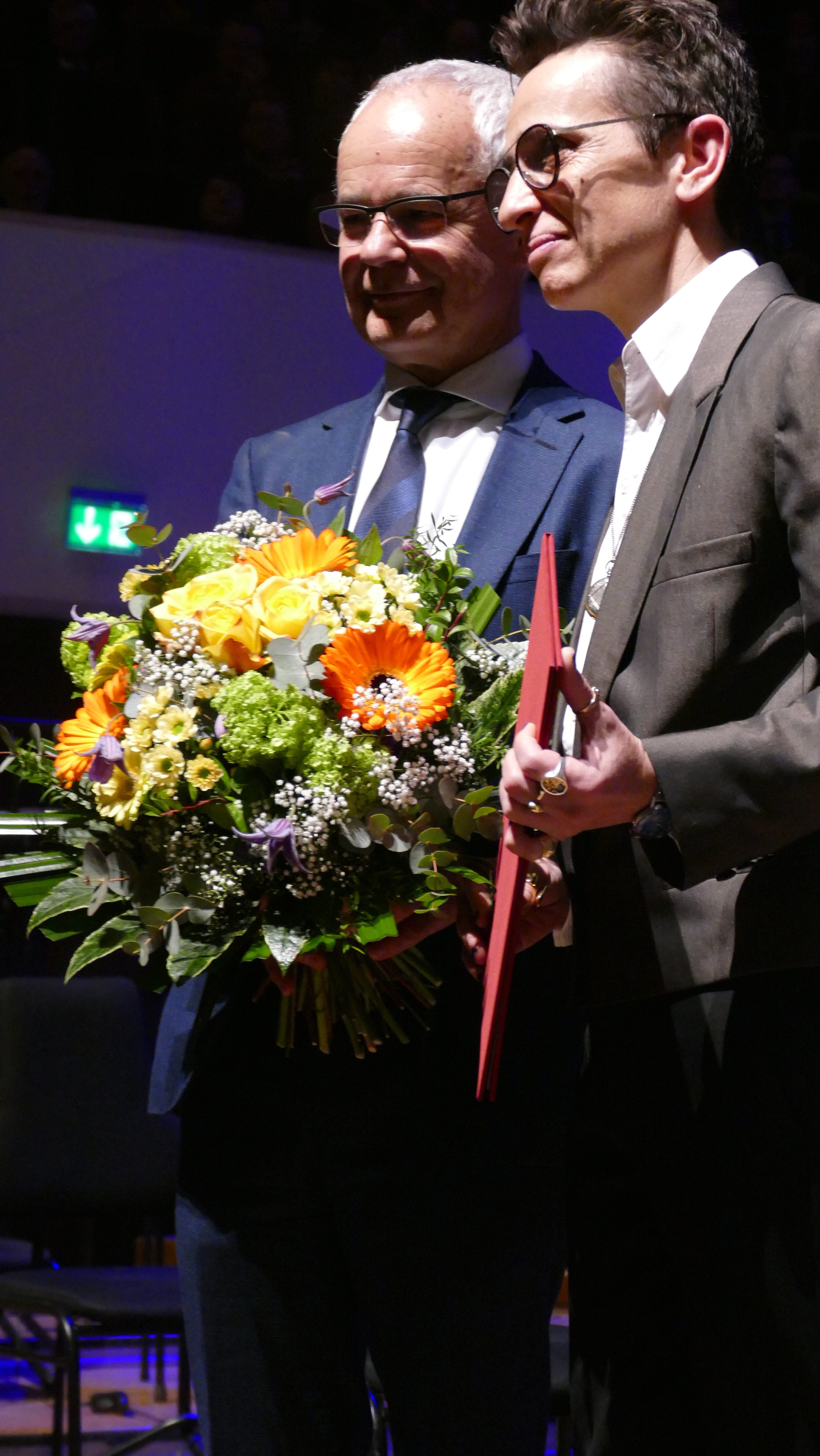
Masha Gessen erhält den Leipziger Buchpreis zur Europäischen Verständigung

- 2003: The Nieman Fellowship an der Harvard University[52]
- 2015: The Carnegie Millennium Fellowship[53]
- 2016: Overseas Press Club Award for Best  Commentary.  Overseas Press Club.[54]
- 2017: National Book Award for Nonfiction für The Future is History: How Totalitarianism Reclaimed Russia[55]
- Guggenheim Fellowship. John-Simon-Guggenheim-Gedächtnis-Stiftung[56]
- 2018: The Hitchens Prize.The Dennis & Victoria Ross Foundation (DVRF)[57]
- 2019: Leipziger Buchpreis zur Europäischen Verständigung für Die Zukunft ist Geschichte. Wie Russland die Freiheit gewann und verlor[58]
- Ehrendoktorwürde der Craig Newmark Graduate School of Journalism at the City University of New York[59]
- 2023: Hannah-Arendt-Preis für politisches Denken[60]